# ساتومی ایگاوا
ساتومی ایگاوا (انگلیسی: Satomi Igawa؛ زادهٔ ۲۴ اکتبر ۱۹۷۸) بدمینتون‌باز اهل ژاپن بود.